# La Vierge du voile
La Vierge du voile (en italien, Madonna del velo) est une peinture à la détrempe et à l'huile sur bois (60 × 40 cm) datant d'environ 1495-1515 et réalisée par Ambrogio Borgognone. Elle est conservée à la pinacothèque de Brera à Milan.

## Histoire
L'origine et les circonstances de la commande de l'œuvre, arrivée à la pinacothèque de Brera en 1911, sont inconnues.
En se basant sur la présence des deux Chartreux à l'arrière-plan, l'hypothèse est que le travail ait été fait pour une cellule de la Chartreuse de Pavie.

## Description et style
Dans une pièce sombre avec un rideau, éclairée en arrière-plan par une fenêtre au-delà de laquelle on peut entrevoir un paysage poétique, la Vierge contemple son fils qui dort sur un linge, la tête sur un oreiller posé sur un parapet, tandis qu'elle pose sur lui un voile transparent. Le lit se trouve sur une étagère au premier plan, où sont également placés une pomme et un livre, symboles respectivement du péché originel et de la réalisation des Saintes Écritures avec la venue du Christ. Le voile fait allusion au linceul du Christ et donc à sa Passion et à sa mort par lesquelles le péché d'Adam et Ève sera racheté, un thème auquel font également écho les cerises qui lui glissent des mains, nous incitant à méditer sur ce mystère. La fenêtre s'ouvre sur une scène de la vie quotidienne sur un plan d'eau, un monastère sur une île, et deux chartreux assis sur la rive en bas sur la droite. Au premier plan, aux deux extrémités sont également placés une pomme et un livre.
Le tableau illustre l'évolution du style de l'artiste après la fin de son travail à la Chartreuse de Pavie, adoptant des figures aux volumes plus solides et aux passages plus clairs, abandonnant les tons nacrés et la luminosité laconique de ses premières œuvres. L'adhésion aux innovations introduites par Léonard de Vinci qui était à Milan à partir de 1482 est indéniable, surtout en ce qui concerne le visage de la Vierge.
Il existe une copie presque identique du tableau dans une collection privée à Milan ce qui suggère une production en série ou en semi-série en atelier sur carton par l'artiste. La pose de la main droite de Marie est également identique à d'autres œuvres, comme La Vierge des Chartreux, également à Brera.